# Blatta
Blatta är ett släkte av kackerlackor som beskrevs av Carl von Linné 1758. Blatta ingår i familjen storkackerlackor.
Kladogram enligt Catalogue of Life och Dyntaxa:
| Blatta | \| \| Blatta furcata \| \| \| \| \| \| orientalisk kackerlacka \| \| \| \| |
|        | \| \| Blatta furcata \| \| \| \| \| \| orientalisk kackerlacka \| \| \| \| |
|        | Blatta furcata                                                             |
|        |                                                                            |
|        | orientalisk kackerlacka                                                    |
|        |                                                                            |

## Bildgalleri

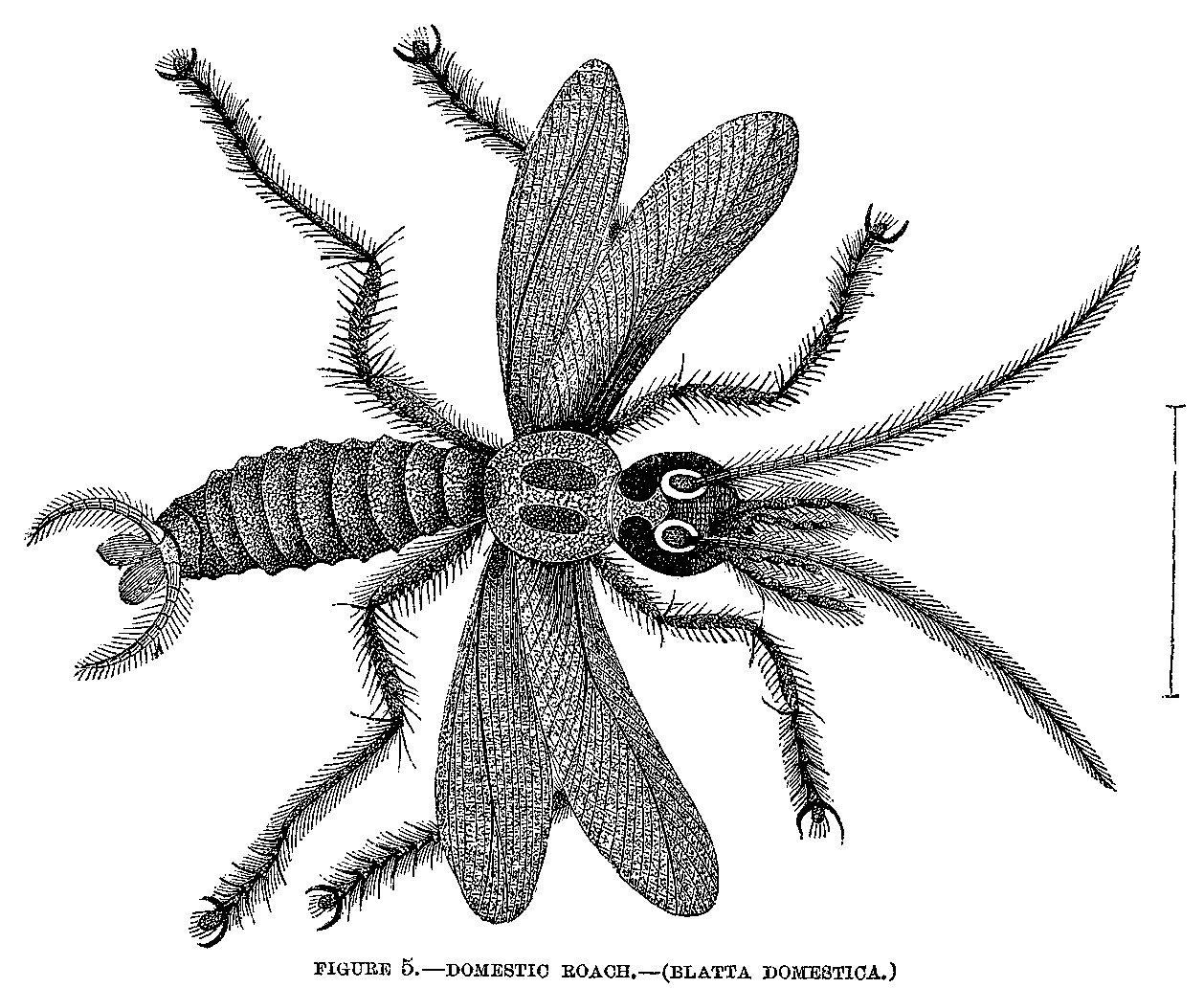
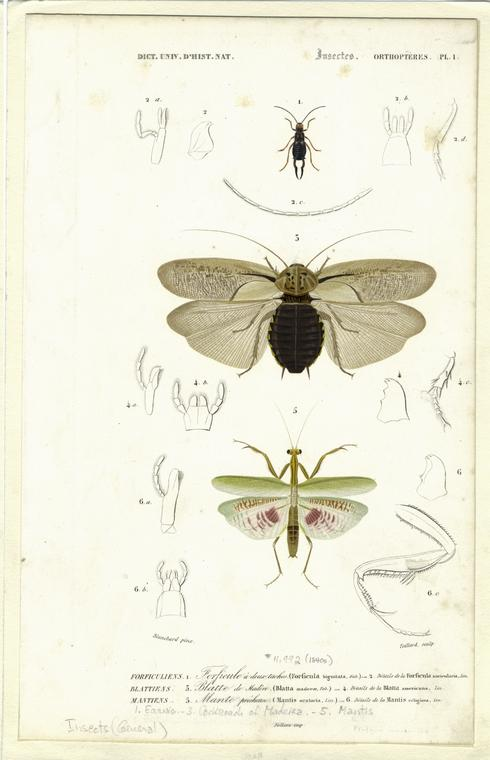
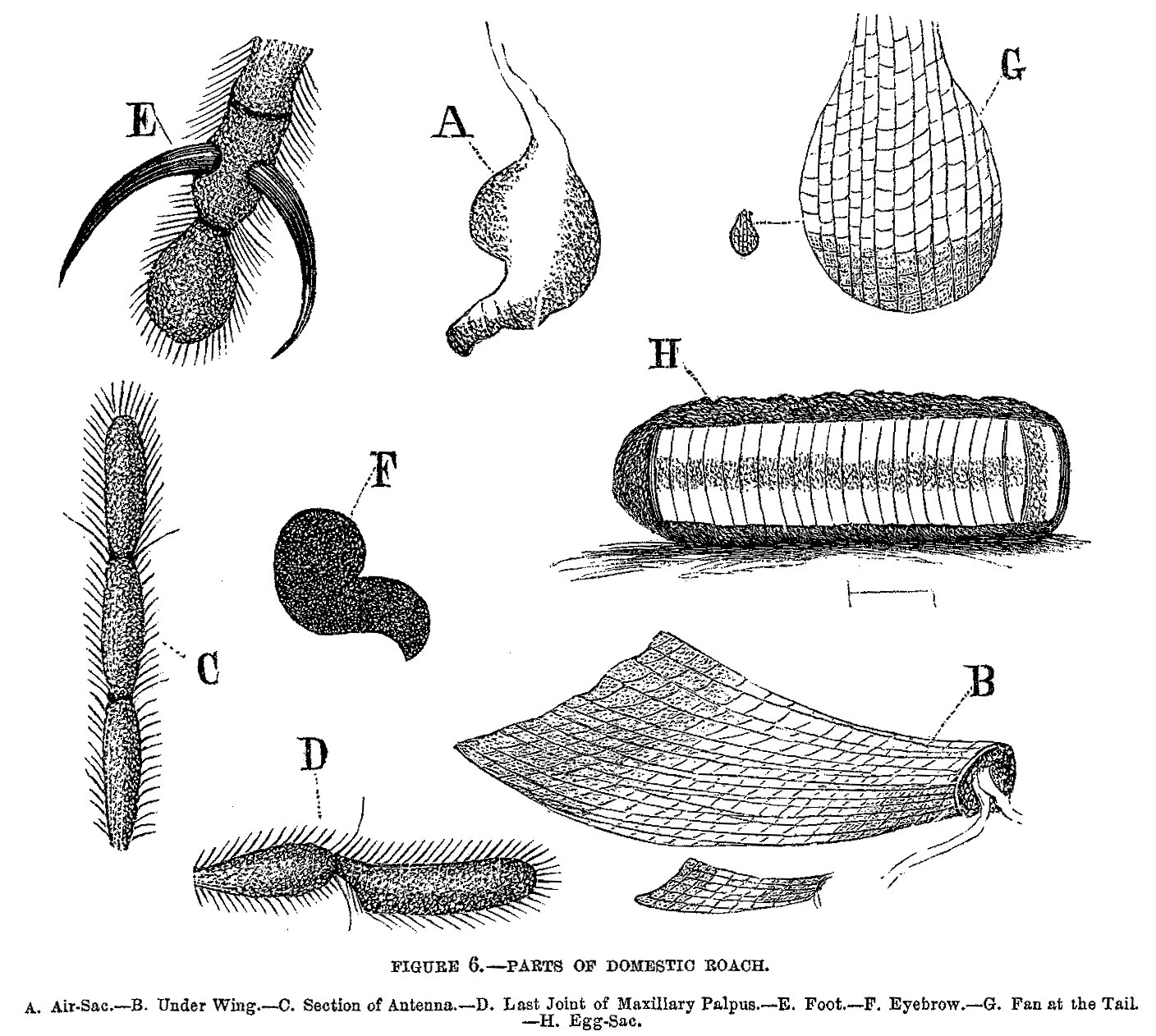